# 데이비드 칠턴 필립스
데이비드 칠턴 필립스(영어: David Chilton Phillips) 또는 엘즈미어의 필립스 남작(영어: Baron Phillips of Ellesmere) (1924년 3월 7일 – 1999년 2월 23일)은 영국의 선구적인 구조생물학자이자 과학 및 정부에서 영향력을 행사했던 인물이다.

## 같이 보기
- 구조생물학